# تاغاتوز
التاغاتوز (بالإنجليزية: Tagatose)‏ هو محلي وظيفي.وهو سكر أحادي موجود بشكل طبيعي وبالتحديد هو سكر سباعي. وهو يوجد غالبا في المنتجات اليومية وهو شبيه جدا في قوامه وتركيبه بالسكروز (سكر المائدة) ويمتلك 92% من حلاوة السكروز لكنه يمتلك 38% فقط من السعرات الموجودة في السكروز.